# 민물나비고기
민물나비고기 또는 아프리카나비고기(Pantodon buchholzi)는 골설어목에 속하는 민물고기의 일종이다. 민물나비고기과(Pantodontidae)의 유일종이다. 바다에 사는 나비고기과와는 다른 종류이다.